# Le Mele Verdi
Le Mele Verdi sono state un coro, costituito quasi esclusivamente da bambine, fondato nel 1974 dalla cantautrice Mitzi Amoroso e attivo fino al 1987, con repertorio di musica per bambini e sigle televisive.

## Storia
Il gruppo nacque casualmente: Mitzi Amoroso, che da diversi anni aveva abbandonato la carriera di cantautrice per dedicarsi alla musica per bambini, lavorava come insegnante di musica nella scuola della figlia Maria Francesca, e aveva vinto nel 1974 l'Ambrogino d'oro come autrice del testo del brano Il super timidissimo. Il giorno successivo all'Ambrogino la nonna dell'interprete della canzone le chiese di far cantare la canzone al nipote durante una festa paesana. La compositrice accettò e chiamò le sue figlie e alcune loro compagne di scuola per fare i cori. Fece vestire le bambine con delle magliette verdi e, vista la giovanissima età delle interpreti, decise di soprannominarle Le Mele Verdi. L'esibizione fu un successo, così vennero organizzati altri concerti nell'hinterland milanese per il gruppo.

### Gli anni settanta
Nel 1975 Le Mele Verdi realizzarono la loro prima incisione. Mitzi Amoroso venne infatti contattata dalla PolyGram che le propose di scrivere e cantare la colonna sonora del cartone animato dei Barbapapà. La Amoroso contattò Roberto Vecchioni, il quale a sorpresa accettò di scrivere i testi e di prestare la sua voce per alcuni brani. Oltre alla sigla venne prodotto un intero album, intitolato appunto Barbapapà, con tutti i brani cantati da Roberto Vecchioni e il coro delle Mele Verdi.
La formazione del coro era molto variabile. Molte bambine, ormai cresciute, abbandonavano il gruppo, altre venivano inserite dalla Amoroso che le "reclutava" ascoltando altri cori in chiesa o tramite conoscenze personali.
Nel 1976 Le Mele Verdi incisero insieme a Giorgio Laneve un secondo album intitolato Accenti, nel 1978 venne prodotto il Cantagioco un doppio EP inciso per la Durium con 4 canzoni scritte da Mitzi Amoroso e cantate dalle Mele Verdi. Lo stesso anno Le Mele Verdi cantarono la loro prima sigla: Woobinda, scritta da Riccardo Zara per l'omonimo telefilm. In questa occasione venne inserito Paolo Peroni, figlio di Mitzi Amoroso, che sarà per la maggior parte del tempo l'unico maschio del gruppo. Il coro partecipò anche ai brani Il pelo nell'uovo/Dormi, cantati da Nino Pirito (Zio Tobia) e Andiamo a ballare di Lino Toffolo.
In questi anni iniziò anche l'attività teatrale del gruppo. Nel 1978 venne infatti inscenato nei teatri di Milano lo spettacolo Il Cantagioco. In questo spettacolo, con la partecipazione dell'attore Marino Campanaro, una serie di sketch venivano interpretati e inframezzati dai brani delle Mele Verdi, a loro volta accompagnati con coreografie progettate dalla stessa Mitzi.
Verso la fine degli anni settanta si registrarono anche le prime apparizioni televisive, con le Mele Verdi che apparvero su diverse reti per interpretare Woobinda.

### Gli anni ottanta
Nel 1980 Mitzi Amoroso iniziò la collaborazione con Corrado Castellari e Silvano D'Auria, modificando radicalmente la propria produzione musicale. Da quel momento in poi nella maggior parte dei casi si limitò a scrivere i testi, mentre Castellari scriveva le musiche (e prestava la propria voce per diversi brani) e D'Auria curava gli arrangiamenti e l'incisione. Iniziò anche la collaborazione con la casa discografica RCA, che da allora avrebbe prodotto la maggior parte dei brani del gruppo.
Proseguiva intanto la produzione di sigle televisive, con La banda dei ranocchi, (solista Stefania Bruno) e Ippotommaso (solisti Corrado Castellari,Paolo Peroni e Roberta Frenati) entrambe del 1980, poi riunite in un singolo. Del 1981 sono invece le sigle de Gli gnomi delle montagne (solista Sara Cavaliere) e Belfy e Lillibit (solista Paolo Peroni). Quest'ultima in particolare andò in onda sulla rete nazionale Italia 1, garantendo alle Mele Verdi un notevole successo. Anche in questo caso coi due brani venne prodotto un singolo.
Sul versante teatrale nel 1981 venne inaugurato un nuovo spettacolo, Melomania, una commedia musicale per la quale era stato composto un apposito brano (intitolato appunto Melomania) che tuttavia non venne mai pubblicato al di fuori degli spettacoli.
All'inizio del 1982, al termine del ciclo di spettacoli di Melomania, la formazione venne drasticamente rivoluzionata. Molte bambine avevano infatti lasciato il gruppo, e le nuove componenti vennero scelte tramite annunci sui giornali e audizioni. Nacque un nuovo ciclo di spettacoli intitolato Fichi e Fantasia (con omonima canzone) e vennero realizzate diverse sigle: Lo scoiattolo Banner (solisti Stefania Mantelli e Paolo Peroni), Ikkyusan il piccolo bonzo (solista Rony Lucido) e La canzone di Rin Tin Tin (solista Paolo Peroni).
Il 1982 vide anche la partecipazione del gruppo all'Ambrogino d'oro col brano Spazio 12, cantato dal coro e dalle voci soliste di Stefania Mantelli e Paolo Peroni. Uscì nello stesso anno il terzo album della formazione, Sabato al supermercato (RCA), una raccolta di brani con un inedito, sul lato B brani de I Cavalieri del Re, Rocking Horse e Georgia Lepore. Il gruppo partecipò inoltre col coro e la coreografia al brano Tagallo, con Sandra Mondaini nella parte di Sbirulino, sigla del programma Il circo di Sbirulino, inclusa nella raccolta Fivelandia.
Nel 1983 incisero le sigle Sandybell (sigla dell'anime Hello! Sandybell, solista Stefania Bruno) e Pat, la ragazza del baseball (solista Alessandra Maldifassi).
L'anno successivo, il 1984, fu la volta di Mademoiselle Anne (solista Stefania Mantelli) e di una nuova partecipazione all'Ambrogino d'oro. In tale occasione furono presentati due brani: Che Sballo (soliste Cristiana Cucchi e Stefania Mantelli) e Africa Bambina (solista Stefania Mantelli).
Nel 1985 incisero L'amore è un topolino (Ricordi), versione cantata della sigla di apertura del Festival di Sanremo 1985 e l'anno successivo Stadio Giovane, canzone dedicata al campionato mondiale di calcio 1986. Altre canzoni incise in questi anni e utilizzate solo negli spettacoli sono La mela verde e Storia di mezzo prosciutto.
Negli anni ottanta Le Mele Verdi oltre agli spettacoli teatrali fecero molte apparizioni televisive in diverse trasmissioni, fra cui Topolino show (Rete 4), Cartoni magici (Rai 1, presenza fissa), Superflash (Canale 5), Yo-Yo (Telereporter), Ambarabà (Antennatre). Furono inoltre ospiti fissi del programma Junior Star, in onda su Junior Tv.

## Lo scioglimento
Nel 1987 Mitzi Amoroso andò incontro a problemi personali legati alla morte della madre, e contemporaneamente viene abbandonata dalla RCA, la quale, ormai in crisi e prossima ad essere acquisita dalla BMG, decide di non investire ulteriormente nel settore delle sigle televisive. In conseguenza di ciò, e ritenendo inoltre di subire un boicottaggio da parte delle principali reti televisive, la Amoroso prende la decisione di sciogliere il gruppo.

## Dopo lo scioglimento
In seguito allo scioglimento del gruppo, Mitzi Amoroso ha fondato una propria casa di produzione e si è dedicata all'insegnamento di canto, recitazione e doppiaggio ai bambini, ottenendo contratti soprattutto nel campo pubblicitario. Ha continuato inoltre la composizione di canzoni per bambini, vincendo ex aequo lo Zecchino d'Oro 2010 e partecipando all'edizione 2012.
Del gruppo soltanto tre ragazze risultano aver proseguito la propria carriera nel campo della musica:
- Alessandra Maldifassi (1971-1993) ha partecipato alla serie Canta con Luna, prodotta dalla Fratelli Fabbri Editori, carriera tuttavia interrotta a causa della morte prematura della giovane all'età di quasi ventidue anni per leucemia.
- Melody Castellari, figlia di Corrado Castellari vanta svariate esperienze di corista dal vivo e in studio di registrazione per artisti come Iva Zanicchi, Fiordaliso, Elio (di Elio e le Storie Tese), Nick the Nightfly, Cristiano Malgioglio e altri; è stata una delle protagoniste del musical I Dieci Comandamenti nel ruolo di Nefertari; nel 1992 ha vinto Sanremo Famosi[7]; ha cantato in diverse band e ha fondato una propria band, i Melody Squad[8].
- Stefania Mantelli, solista in molte canzoni delle Mele Verdi, nel 2007 ha inciso la sigla italiana del cartone animato Robottino (che fino a quel momento era stato trasmesso con l'originale sigla giapponese), pubblicata lo stesso anno nel CD Digilandia allegato al DVD del film Mazinga contro Goldrake (Stormovie) ed inserita nel 2009 nel CD Stormlandia (Cine Storm Entertainment); nel 2020 ha registrato due nuove sigle per il cartone Piccola dolce Nell: quella di apertura, dal titolo Piccola Nell, e quella di chiusura, Sotto le nuvole, pubblicate sul medesimo vinile a 45 giri[9]; sempre nel 2020 ha inciso la sua prima canzone non legata al mondo dell'infanzia o delle sigle dei cartoni animati, Donna Rock, scritta e composta da Riccardo Lasero  (che ne è anche arrangiatore) e Manuel Marzano, inserita nel CD compilation Il Mondo di Domani di Riccardo Lasero & friends, uscito a fine novembre, prodotto da Riccardo Lasero e realizzato a scopo benefico con l'intenzione di devolvere l'intero ricavato alla Protezione Civile Italiana come contributo alla lotta contro il Covid-19.[10]
- Sabrina Guida è stata la voce solista del brano "la Macchinetta" pubblicato dopo lo scioglimento delle Mele Verdi, anche se nel disco figura non solo Mitzi Amoruso, ma anche gran parte dello staff e del coro che fu parte integrante del progetto delle Mele Verdi.[senza fonte]

## Le nuove Mele Verdi e le reunion
Nel 2003 Mitzi Amoroso viene invitata alla terza edizione dell'evento "La notte delle sigle". In quest'occasione presenta un gruppo di sue piccole allieve, chiamate "Le nuove Mele Verdi", che interpretano alcune vecchie canzoni del gruppo. Tra gli ospiti presenti anche alcuni ex membri della formazione originale. Le nuove mele verdi si esibiranno anche in altre occasioni, fra cui l'Ambrogino d'oro 2010.
Nel 2007 viene realizzata la sigla per la versione DVD dell'anime Robottino. La voce è quella di Stefania Mantelli, mentre in coda al brano si può ascoltare un intervento vocale di Melody Castellari ("Ro-bot-tino, pic-co-lino").
Nello stesso anno, da un'idea nata nell'ambito del forum amatoriale sigletv.net, Mauro Agnoli e Corrado Castellari realizzano l'album Al tempo delle Mele Verdi, che raccoglie una serie di provini delle canzoni più famose del gruppo, alcuni brani incisi e mai pubblicati e due pezzi inediti di Castellari: Al tempo delle Mele Verdi, cantata da Stefania Mantelli, Melody Castellari e Corrado Castellari, e La canzone delle Mele Verdi, cantata da Melody Castellari.
Nel 2008 una ex componente del gruppo, Cristina Paiocchi, comincia a contattare le sue ex compagne. Vengono organizzate diverse riunioni informali, dove alcune componenti del gruppo si reincontrano tra loro e con Mitzi Amoroso dopo più di vent'anni. Il 9 ottobre 2009 nel programma I migliori anni la formazione quasi completa dell'album Barbapapà si riunisce. Le ex Mele Verdi Maria Francesca Peroni, Valeria Magugliani, Marta Fusaro, Elena Perucchetti, Cristina Cozzi, Elena Gatti, Laura Trambaiolo e Lia Maiorca cantano sotto la direzione di Mitzi Amoroso la sigla dei Barbapapà. Il 12 febbraio 2011 tre ex Mele Verdi, Stefania Bruno, Claudia Cavaliere e Annamaria Bottini, partecipano alla trasmissione Attenti a quei due - La sfida, interpretando, sempre sotto la direzione di Mitzi Amoroso, La famiglia di Barbapapà.
Il 3 novembre 2012 accompagnate da Mitzi Amoroso e Corrado Castellari si esibiscono sul palco di Lucca Comics and Games con lo spettacolo "Dai Barbapapà a Mademoiselle Anne" dove ripropongono buona parte del loro repertorio con i gruppi di supporto de La Mente di Tetsuya, Seven Nippon ed al Coro Arcobaleno.

## Formazione
La formazione del gruppo è cambiata nel corso degli anni, rimanendo comunque composta per la quasi totalità da bambine.
Ecco l'elenco dei bambini che in epoche diverse hanno fatto parte del gruppo:
- Liliana Alberizzi
- Elena Bellini
- Andrea Bianchin
- Paola Bianchin
- Lara Bobbio
- Annamaria Bottini
- Mariacristina Bottini
- Stefania Bruno
- Gloria Cantieri
- Valentina Casale
- Valentina Casartelli
- Melody Castellari
- Claudia Cavaliere
- Sara Cavaliere
- Rossella Cocca
- Silvia Congiu
- Cristina Cozzi
- Cristiana Cucchi
- Cristiana Frenati
- Roberta Frenati
- Marta Fusaro
- Laura Trambaiolo
- Elena Gatti
- Sabrina Guida
- Annalisa Imbemba
- Rony Lucido
- Simona Luccini
- Valeria Magugliani
- Lia Maiorca
- Alessandra Maldifassi
- Stefania Mantelli
- Lorenza Massara
- Maria Montero
- Elena Ostinato
- Cristina Paiocchi
- Chiara Palladino
- Maddalena Palladino
- Delia Pascucci
- Maria Francesca Peroni
- Paolo Peroni
- Elena Perucchetti
- Monica Pilolli
- Anna Scardovelli
- Marzia Simionato
- Laura Gorni
- Barbara Vai
- Flavio Verri

## Discografia

### Album
- 1975 - Barbapapà (Philips – 9299 722, pubblicato come Roberto Vecchioni & Le mele verdi)

### Raccolte
- 1982 - Sabato al supermercato (Raccolta con inedito insieme ad altri artisti) (RCA – NL 31706)
- 1983 - Fivelandia (Five Record - FM 13516, partecipano ai cori)
- 2007 - Al tempo delle Mele Verdi (KBL - KBL002, Raccolta di demo e inediti)

### EP
- 1978 - Cantagioco (Durium Ld Al 8023/24)

### Singoli
- 1977 - La famiglia di Barbapapà/Il migliore amico degli animali (Philips – 6198 134, pubblicato come Roberto Vecchioni & Le mele verdi)
- 1978 - Il pelo nell'uovo/Dormi (Numero Uno – ZBN 7108, pubblicato come Le Mele Verdi di Mitzi Amoroso e Zio Tobia)
- 1978 - Woobinda (Cetra – SPB 57, pubblicato come Riccardo Zara e Le Mele Verdi)
- 1979 - Centomila perché/Andiamo a ballare (Numero Uno – ZBN 7139, accreditati come coro di Lino Toffolo)
- 1980 - La banda dei ranocchi/Ippo Tommaso (RCA Original Cast - BB 6490, pubblicato come Le Mele Verdi di Mitzi Amoroso)
- 1981 - Gli gnomi delle montagne/Belfy e Lillibit (RCA - BB 6554, pubblicato come Le Mele Verdi di Mitzi Amoroso)
- 1982 - Lo scoiattolo Banner (RCA Original Cast - BB 6577, pubblicato come Le Mele Verdi di Mitzi Amoroso)
- 1982 - Spazio 12/La canzone di Rin Tin Tin (RCA - BB 6647, uscito anche in versione promo su etichetta RCA Original Cast)
- 1983 - Sandybell (RCA - BB 6715, pubblicato come Steffi e Le Mele Verdi di Mitzi Amoroso)
- 1983 - Pat, la ragazza del baseball (RCA - BB 6713)
- 1984 - Mademoiselle Anne (RCA - BB 6788)
- 1984 - Africa bambina/Che sballo (Lasapa – LSP 25001, 12")
- 1985 - L'amore è un topolino (Ricordi -SRL 11017)
- 2011 - Ikkyusan il piccolo bonzo (Siglandia - SGL 45 009 - L'incisione del brano, rimasto inedito per molti anni, risale al 1982. Era stato incluso in alcune raccolte degli anni 2000, ma questa è, di fatto, la prima stampa come singolo)

### Ristampe
- 2012 - Sandybell (TiVulandia – TVL 45 004 - vinile giallo, pubblicato come Steffi e Le Mele Verdi di Mitzi Amoroso)
- 2014 - La banda dei ranocchi  (TiVulandia – TVL 45 017 - doppia edizione: vinile verde trasparente / vinile verde mela)
- 2017 - Pat, la ragazza del baseball (TiVulandia – TVL 45 053 - vinile verde trasparente stampato con due diverse copertine)
- 2018 - Mademoiselle Anne/Ikkyusan il piccolo bonzo (TiVulandia – TVL 45 061 - doppia edizione: vinile rosa / vinile bianco)

### Apparizioni in singoli di altri artisti
- 1982 - Tagallo di Sandra Mondaini (CGD, 10433 1N - Sigla della trasmissione TV "Il circo di sbirulino". Sebbene non fossero accreditate sul disco, Le Mele Verdi erano presenti nei cori sia in fase di incisione, sia nella videosigla)

### Apparizioni in album di altri artisti
- (1976) - Accenti di Giorgio Laneve (Divergo DVA 2 011, partecipano ai cori)